# 54522 Menaechmus
54522 Menaechmus este o planetă minoră (asteroid), cu un diametru de 4,722 km, din centura de asteroizi. A fost descoperită pe 23 august 2000 la Osservatorio Astronomico di Gnosca⁠(d) de Stefano Sposetti⁠(d). 
Obiectul prezintă o orbită caracterizată de o semiaxă mare de 3,0038666183168 UAi, o excentricitate de 0,08, o înclinație de 9 ° în raport cu ecliptica.